# Choricios de Gaza
Choricios de Gaza (en latin Choricius Gazæus) est un rhéteur (un rhéteur est un écrivain et/ou un orateur au discours emphatique) grec du VIe siècle, natif de Gaza en Palestine. Il est connu comme le rhéteur officiel de Gaza à la mort de Procope de Gaza, son maître (à ne pas confondre avec Procope de Césarée, l'historien qui a vécu à la même époque) vers 525.
Le patriarche Photios de Constantinople lui consacre le codex 160 de sa Bibliothèque. Il indique qu'il était chrétien, de l'époque de l'empereur Justinien, et qu'il fut l'élève de Procope de Gaza, qui, devenu vieux, lui céda la direction de son école vers 525. La datation historique de ses textes nous permet d’estimer que les années charnières de sa carrière de rhéteur se situent entre 520 et 530.
Une quarantaine de ces discours sont conservés, les uns complets, les autres mutilés : pour moitié des déclamations scolaires (μελέται), et d'autre part plusieurs discours officiels et des dissertations ou descriptions. S'y trouvent notamment les genres traditionnels du panégyrique (un éloge panégyrique est un discours dans lequel l’orateur vante les louages d’un individu), de l'oraison funèbre, du discours de mariage, du discours de controverse, également des descriptions (ekphraseis) d'œuvres d'art à la manière de Philostrate de Lemnos (première moitié du iiie siècle). Les déclamations sont souvent accompagnées de commentaires. Choricios et Libanios furent des modèles les plus étudiés dans les écoles de rhétorique byzantines. Photios loue beaucoup son style, et lui reproche de se référer trop à la mythologie païenne. Ce style dit « de l'école de Gaza » est une rhétorique très formaliste – avec des règles comme l'évitement systématique du hiatus – recourant volontiers à la sentence, à la citation d'auteur, à l'allusion érudite, abusant quelque peu, de l'aveu de Photios lui-même, des figures et des tours poétiques, et s'exerçant sur des thèmes très rebattus.

## L'apologie des mimes
Cette œuvre de Choricios de Gaza fut composée au cours des première années du règne de l’empereur Justinien, qui s’étendit du 1er août de l’année 527 au 15 novembre de l’année 565. L’empereur Justinien fut précédé par Justin 1er et remplacé par Justin 2. Ce recueil de texte de Choricios rend état de la réalité des mimes et des acteurs de théâtre au courant du 6e siècle. Les sources permettant de dresser un portrait de cette sphère de la société à cette époque sont extrêmement rares, donc la possibilité de consulter L’apologie des mimes de Choricios de Gaza permet de comprendre la vie de ces membres de la société qui pourrait nous être autrement parfaitement étrangère. Selon Graux, un savant d’origine française, un passage du texte permet de situer chronologiquement cette œuvre de Choricios. Selon lui, il s’agit du paragraphe 58 (tel que répertorié dans l’édition Foerster-Richteig), dans lequel Choricios écrit que la réputation parfois négative des mimes ne représenta jamais véritablement un obstacle à leur popularité dans la cité principale de l’empire, soit Constantinople. Il semble même que les mimes représentaient un rouage important des fêtes et des célébrations entourant les festivités de fin d’année. Ils se donnaient le plus souvent en spectacle dans des théâtres, des hippodromes et des cirques. Selon cette estimation de Graux, il réussit à confirmer que L’Apologie des mimes fût écrite entre l’an 525 et 530.
           Les prédicateurs chrétiens de l’époque ayant l’habitude de souvent critiquer les mimes ainsi que de les critiquer de multiples façons, Choricios écrivit le texte en tentant de défendre ces artistes en mélangeant ses styles littéraires dans L’Apologie des mimes, passant du texte officiel, en utilisant parfois des déclamations pour mieux faire comprendre son point de vue. 
           Il semble que la seule représentation théâtrale du VIe siècle jusqu’à aujourd’hui est celle du mime. Tout au cours de l’antiquité, L’Apologie des Mimes fût utilisée en tant que ressource importante afin d’étudier l’évolution du théâtre ainsi que l’influence de certains auteurs comme Sophron et Ménandre. 
           Quelques figures marquantes de l’histoire de cette région du monde ont commenté cette œuvre de Choricios de Gaza; notamment Reich le Premier ainsi que Theocaridis. Ces études ont permis de confirmer que les informations que l’on retrouve dans L’Apologie des mimes sont véridiques, puisqu’elles peuvent être confirmées par les travaux de Jean Chrysostome. Morfakidis dédia également une partie de sa carrière à l’étude de ce texte de Choricios de Gaza. Il considérait qu’il s’agit de l’ouvrage principal afin d’en apprendre davantage sur l’art du mime au cours des premiers siècles de l’empire Byzantin. 
           Choricios de Gaza mentionne dans ce livre que le terme « μῖμος-mimus » était utilisé pour faire référence soit à un acteur, soit à son jeu de mime. Cela démontre donc que les mimes étaient considérés comme des acteurs, respectés comme des artistes légitimes. Le terme « μῖμος-mimus » existe avec plusieurs déclinaisons, par exemple « μιμολόγος, λογόμιμος, μιμόβιος, μιμῳδός », ce qui démontre qu’il existait différentes spécialisations et différentes branches du métier de mime. Des exemples de ces différents types de mimes sont les mimes vulgaires (qui faisaient majoritairement des plaisanteries obscènes) ou encore les mimes tuteurs, comme Cicéron y fait allusion en évoquant le mime ancien en tant que style théâtral. L’Apologie des mimes ainsi que l’étude qu’en firent par la suite plusieurs savants démontrent que l’activité de mime était bel et bien une profession à part entière au cours des premiers siècles de l’empire Byzantin et que ceux qui s’y dédiaient parvenaient à générer le revenu nécessaire afin de subvenir à leurs besoins. Dans ce chapitre qui traite des différents types de mimes, Choricios explique que l’art du mime est une représentation de la vie et que les différents styles de mimes doivent leurs noms à différentes sphères de la vie quotidienne. Dans l’antiquité, les grecs définirent le mime comme : « une imitation de la vie comprenant à la fois des actions admises et des actions interdites ». La liberté d’expression dont profitaient les mimes est intéressante et nous permet d’apprendre qu’il n’y avait pas de tabous au cours des premiers siècles de l’empire Byzantin et que n’importe quel sujet pouvait être abordé dans le cadre d’une œuvre artistique, dans le cas qui nous concerne dans le théâtre et dans le travail des acteurs qui se considéraient comme des mimes. Puisqu’ils pouvaient traiter d’actions interdites, ils en profitaient et abordaient des thèmes comme l’adultère, la parjure, la prostitution, la mythologie ainsi que les statuts sociaux. La versatilité du rôle de mime permettait d’interpréter des personnages de haut rang social; comme des médecins, des orateurs ou des maîtres d’esclaves, autant que des personnages plus modestes comme un esclave ou un adultère. La danse représentait une partie importante du jeu d’un mime. Choricios mentionne également que contrairement à ce qu’on pourrait croire, le jeu d’un mime n’est pas improvisé. L’essentiel du jeu d’un mime était longuement pratiqué, quoiqu’il existât quand même l’exception de mimes qui improvisaient leur jeu totalement. 
           Grâce aux données chronologiques que nous pouvons retracer, L’Apologie des mimes semble être une des œuvres appartenant au début de la carrière de Choricios de Gaza. Il prétend avoir assisté aux spectacles de mimes au cours des années durant lesquelles il était un étudiant puis avoir cessé une fois qu’il eut obtenu le statut d’enseignant. Il mentionne qu’il ne cessa pas d’assister aux spectacles par sa propre décision, mais bien parce qu’il s’agissait d’une loi à Constantinople qui établissait qu’il était interdit pour les enseignants d’assister aux spectacles de mimes. Dans d’autres villes de l’empire Byzantin, ce règlement n’existait pas et il était mal vu qu’un enseignant n’assiste pas au spectacle de ses élèves puisqu’il y serait perçu comme un être désagréable et maussade. Nous savons également, grâce à d’autres documents historiques que Choricios de Gaza fût promu à la tête de l’École de Gaza en tant que sophiste tout juste avant le décès de son maître Procope. Ce dernier ne se produisant plus en public en raison de son âge avancé, il fut remplacé par Choricios avant de décéder. Dans son discours funèbre pour la mort de Procope, Choricios laisse comprendre qu’il pourrait en être à ses débuts en tant qu’enseignant, ce qui démontre qu’il en est au début de sa carrière. La mort de Procope arriva sans doute après l’année 528, puisqu’un de ses œuvres, potentiellement la dernière, intitulée Monodie d’Antioche, relate des évènements relatifs aux tremblements de terre qui frappèrent Antioche entre 526 et 528. Selon ces indices chronologiques, il semble fort probable que L’Apologie des mimes fût rédigée entre 525 et 527, alors que Procope était toujours vivant et que Choricios était à la tête de l’École de Gaza en tant que sophiste. Principalement, cette œuvre de Choricios eût comme vocation de faire comprendre aux hautes instances de Constantinople qu’il n’y avait rien de mal dans le métier de mime et qu’un acteur qui s’y prêtait devrait avoir droit à autant de libertés dans sa création artistique que n’importe quel autre individu participant à d’autres formes d’art. Malheureusement, le travail de Choricios n’eut pas l’effet espéré puisque, plus tard dans l’histoire de l’empire Byzantin, de nombreuses représentations de différents genres de divertissement furent interdites dans la cité de Constantinople. Bien que L’Apologie des mimes représente une source de valeur inestimable pour l’étude des arts de la scène dans l’empire Byzantin, c’est l’étude qu’en ont fait plusieurs savants de l’antiquité qui nous permet aujourd’hui de vraiment cerner les propos de Choricios de Gaza.

## Ouvrages
Une quarantaine de ces discours sont conservés, les uns complets, les autres mutilés : pour moitié des déclamations scolaires (μελέται), et d'autre part plusieurs discours officiels et des dissertations ou descriptions. S'y trouvent notamment les genres traditionnels du panégyrique, de l'oraison funèbre, du discours de mariage, du discours de controverse, également des descriptions (ekphraseis) d'œuvres d'art à la manière de Philostrate de Lemnos (première moitié du IIIe siècle). Les déclamations sont souvent accompagnées de commentaires. Choricios et Libanios furent des modèles les plus étudiés dans les écoles de rhétorique byzantines. Photios loue beaucoup son style, et lui reproche de se référer trop à la mythologie païenne. Ce style dit « de l'école de Gaza » est une rhétorique très formaliste – avec des règles comme l'évitement systématique du hiatus – recourant volontiers à la sentence, à la citation d'auteur, à l'allusion érudite, abusant quelque peu, de l'aveu de Photios lui-même, des figures et des tours poétiques, et s'exerçant sur des thèmes très rebattus.
Ouvrages principaux:
- Premier éloge de Marcien
- Second éloge de Marcien
- Éloge d’Aratios et de Stephanos
- Oraison funèbre de Procope
- Épithalame pour Procope, Jean et Elias
- L'apologie des mimes

## Éditions
- Richard Foerster, Eberhard Richtsteig (éds.), Choricius Gazæus. Opera, Teubner, Leipzig, 1929 ; réimpr. Stuttgart, 1972.
- Éloge funèbre de Procope, traduit pour la première fois en français[réf. nécessaire], par Henri Caffiaux, Paris, Durand, 1862.
- Notices d'autorité :   - VIAF
  - ISNI
  - BnF (données)
  - IdRef
  - LCCN
  - GND
  - Italie
  - CiNii
  - Espagne
  - Belgique
  - Pays-Bas
  - Pologne
  - Israël
  - NUKAT
  - Suède
  - Vatican
  - Norvège
  - Tchéquie
  - WorldCat